# Smaran Ghosal
Smaran Ghosal (bengalisch স্মরণ ঘোষাল Smaraṇ Ghoṣāl, Smaran Ghoshal; * Anfang der 1940er Jahre; † 10. Juli 2008 in Kolkata) war ein indischer Laienschauspieler. Er war einer der vier Darsteller der Hauptfigur in Satyajit Rays Apu-Trilogie.

## Leben
Ghosal spielte im Alter von 14 Jahren den jugendlichen Apu in Aparajito (1956). Der Regisseur Satyajit Ray besetzte ihn auch 1961 in seinem Dokumentarfilm Rabindranath Tagore in der Rolle des jungen Dichters Tagore.
Danach trat er nicht mehr im Film in Erscheinung. Er betrieb ein Reisebüro und war Sekretär des South Calcutta Rifle Club, wo er sich für den Schießsport einsetzte.
Smaran Ghosal starb an Herzversagen.